# Parc d'État Julia Pfeiffer Burns
Le parc d'État Julia Pfeiffer Burns (en anglais : Julia Pfeiffer Burns State Park) est un parc d'État en Californie, situé environ 18 km au sud du parc d'État Pfeiffer de Big Sur sur la côte Pacifique. 
Le parc porte le nom de Julia Pfeiffer Burns, une résidente et éleveuse respectée de la région de Big Sur au début du XXe siècle, qui vécut dans la région la majeure partie de sa vie jusqu'à sa mort en 1928. 
Il totalise une surface de 1 522 hectares, fut créé en 1962 et fait partie du comté de Monterey dans la zone côtière nommé Big Sur.

## Chutes McWay
L'attraction principale du parc (et la raison de son existence) sont les chutes McWay (McWay Falls), qui s'écoulent d'une falaise de 24 mètres de hauteur dans l'océan Pacifique (c'est ainsi une des rares chutes d'eau côtières au monde). Le parc abrite également des séquoias de 90 m âgés de plus de 2 500 ans. 
Les chutes McWay  proviennent de deux ruisseaux couvrant l'aire de protection du parc d'État Julia Pfeiffer Burns. Cette cascade d'eau douce coule toute l'année, elle dévale une falaise de granit escarpée dans une anse pittoresque et se jette directement dans l'océan Pacifique. Les visiteurs peuvent admirer la chute à partir d'un chemin d'aplomb d'environ 800 m, facilement accessible depuis l'entrée du parc d'État Julia Pfeiffer Burns, sur la route 1 (Highway 1).

## Informations et services
Le parc d'État Julia Pfeiffer Burns possède deux aires de camping pour la randonnée écologique, désignées par le magazine Sunset comme « l'un des quatre meilleurs endroits pour planter une tente sur la côte Pacifique ». Les deux sites offrent une vue préservée sur la côte américaine de l'océan Pacifique, mais l'accès est limité aux personnes ayant réservé spécifiquement pour du camping. 
La zone sous-marine protégée Julia Pfeiffer Burns est un endroit populaire pour la plongée sous-marine.
Les feux de forêt de l'été 2008 en Californie ont brûlé les parties supérieures du parc, mais ils se sont arrêtés à la route 1 et n'ont pas affecté les sites de camping. Début 2009, les nombreux acacias non indigènes autour des campings ont été abattus afin de restaurer la végétation indigène de la côte de Big Sur. Des plantes et des arbres indigènes ont ensuite été plantés.
En 2007, le groupe Mano Seca a installé un banc au Camping n°2 qui peut être utilisé pour s'asseoir et parcourir le Pacifique.
Il y a deux façons de se rendre à la Maison d'étain. Le sentier Tanbark, situé du côté sud du pont routier, est une randonnée de 11 km aller-retour avec un dénivelé total de 610 m. Le deuxième trajet est la route utilisée pour acheminer les matériaux de construction de l'autoroute 1 jusqu'au site. Il est plus court de 1 600 m, mais beaucoup plus raide et moins pittoresque.

## Galerie photo

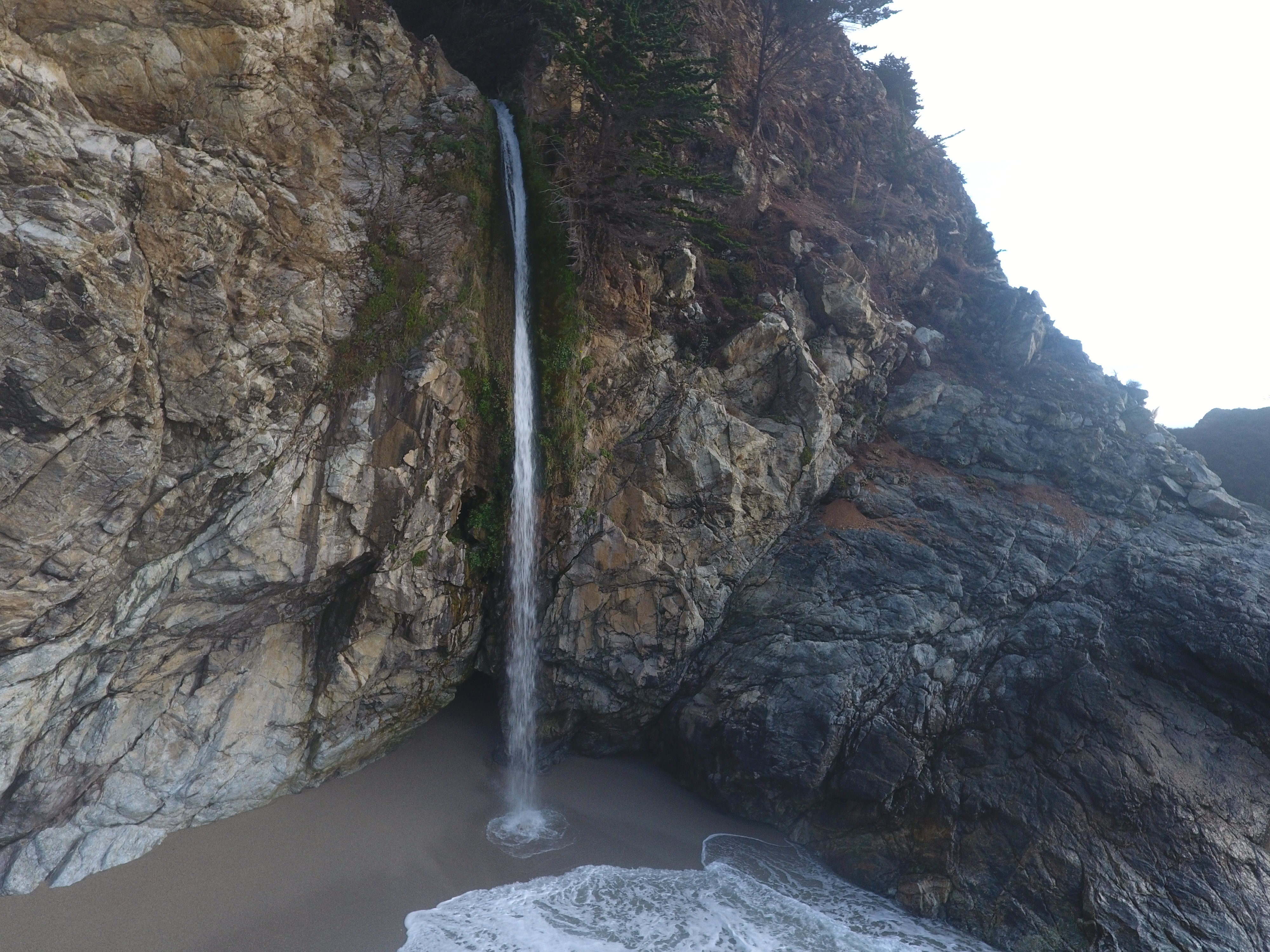
Chutes McWay, en 2016
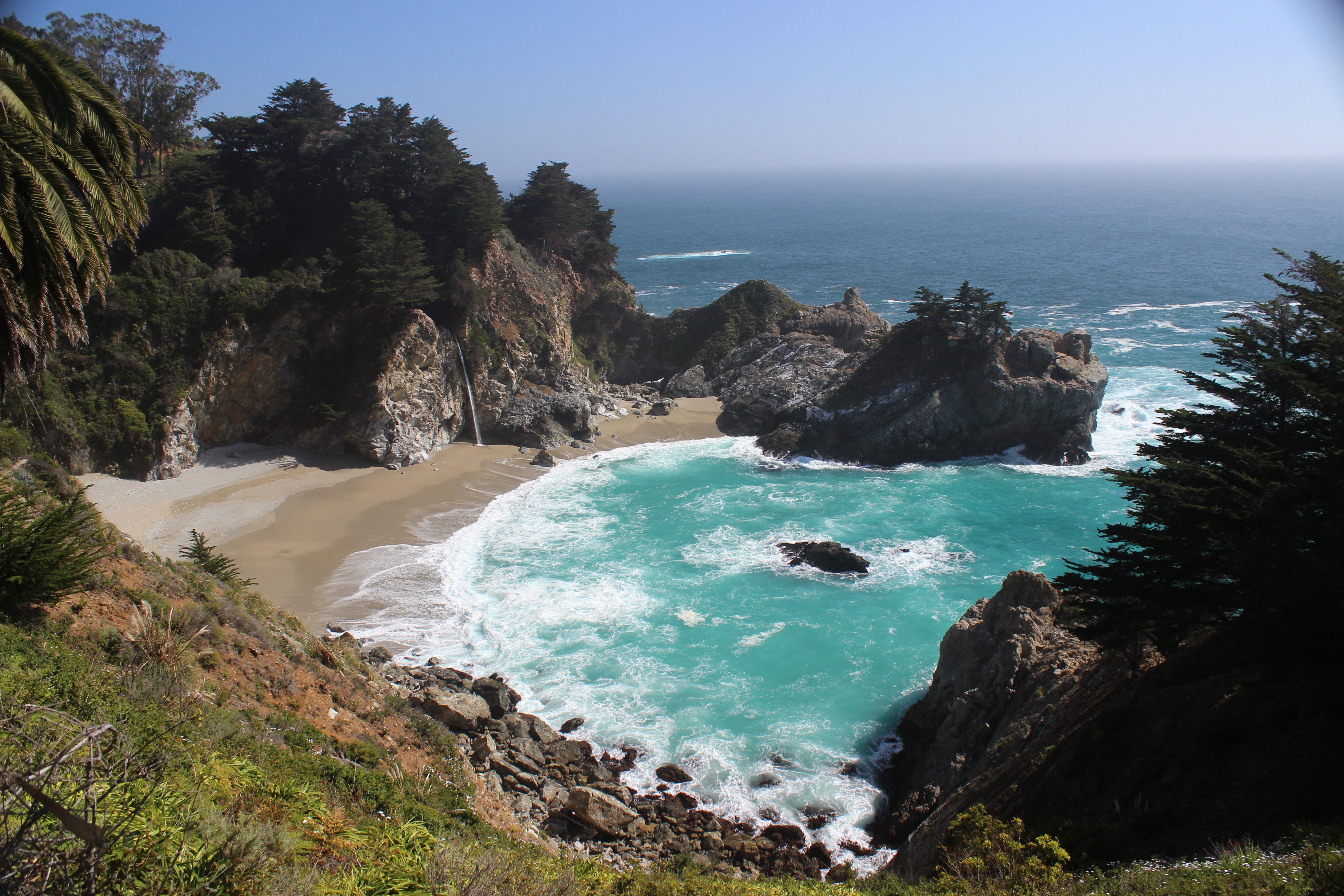
Les chutes McWay et la plage sur l'océan pacifique, en mars 2015
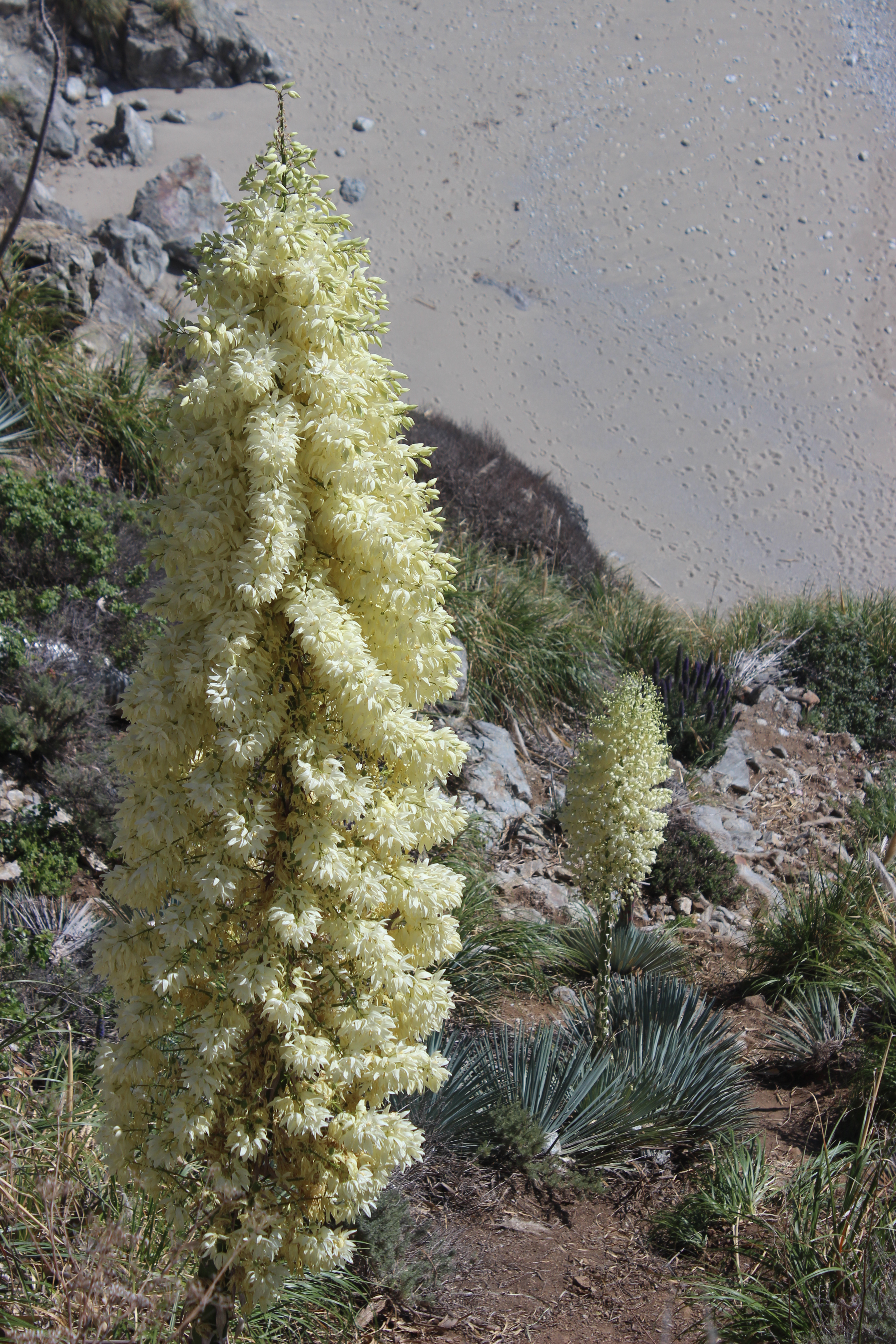
Fleurs dans la anse McWay, 2015
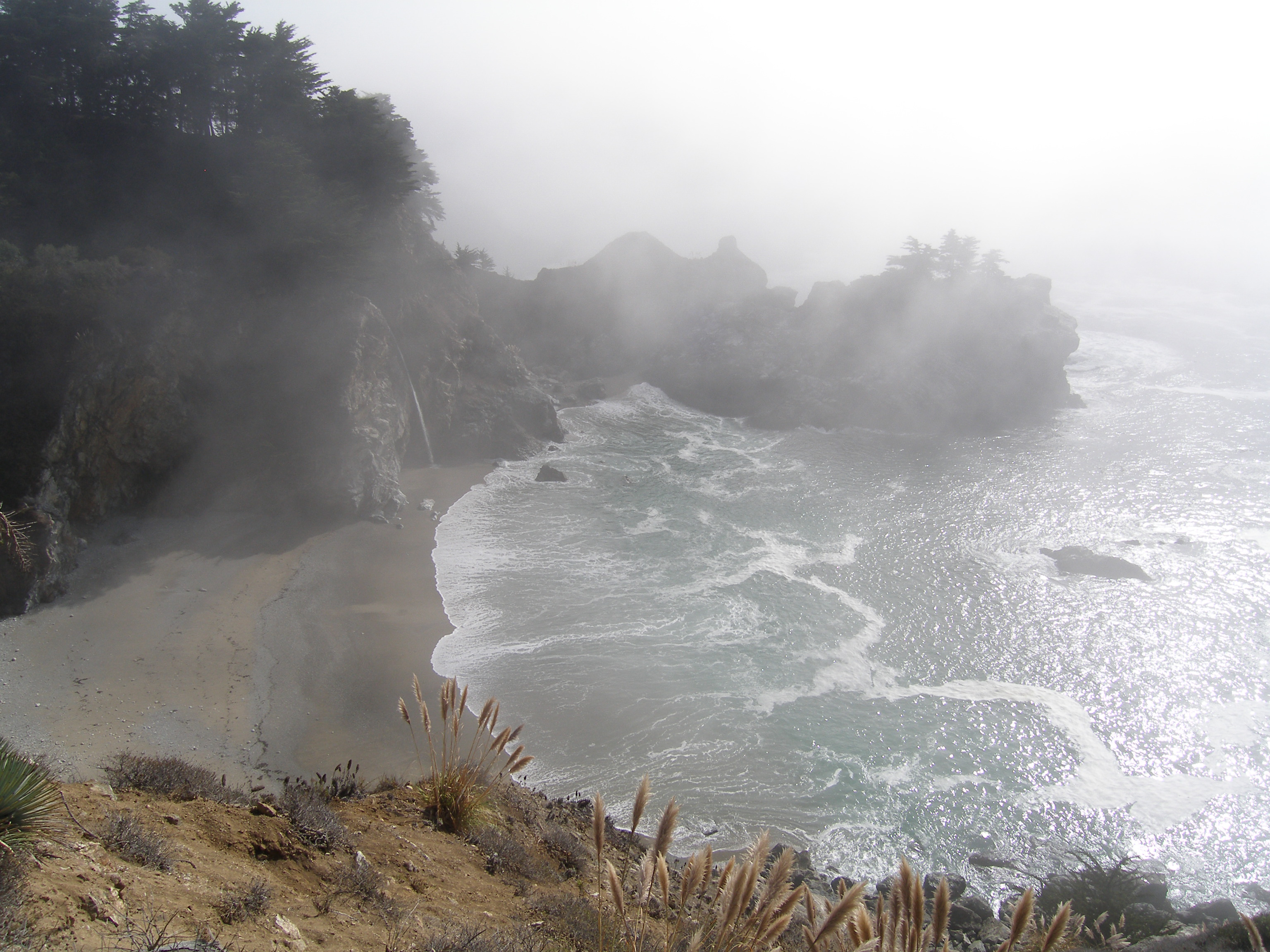
Les chutes et plage dans le brouillard, octobre 2013
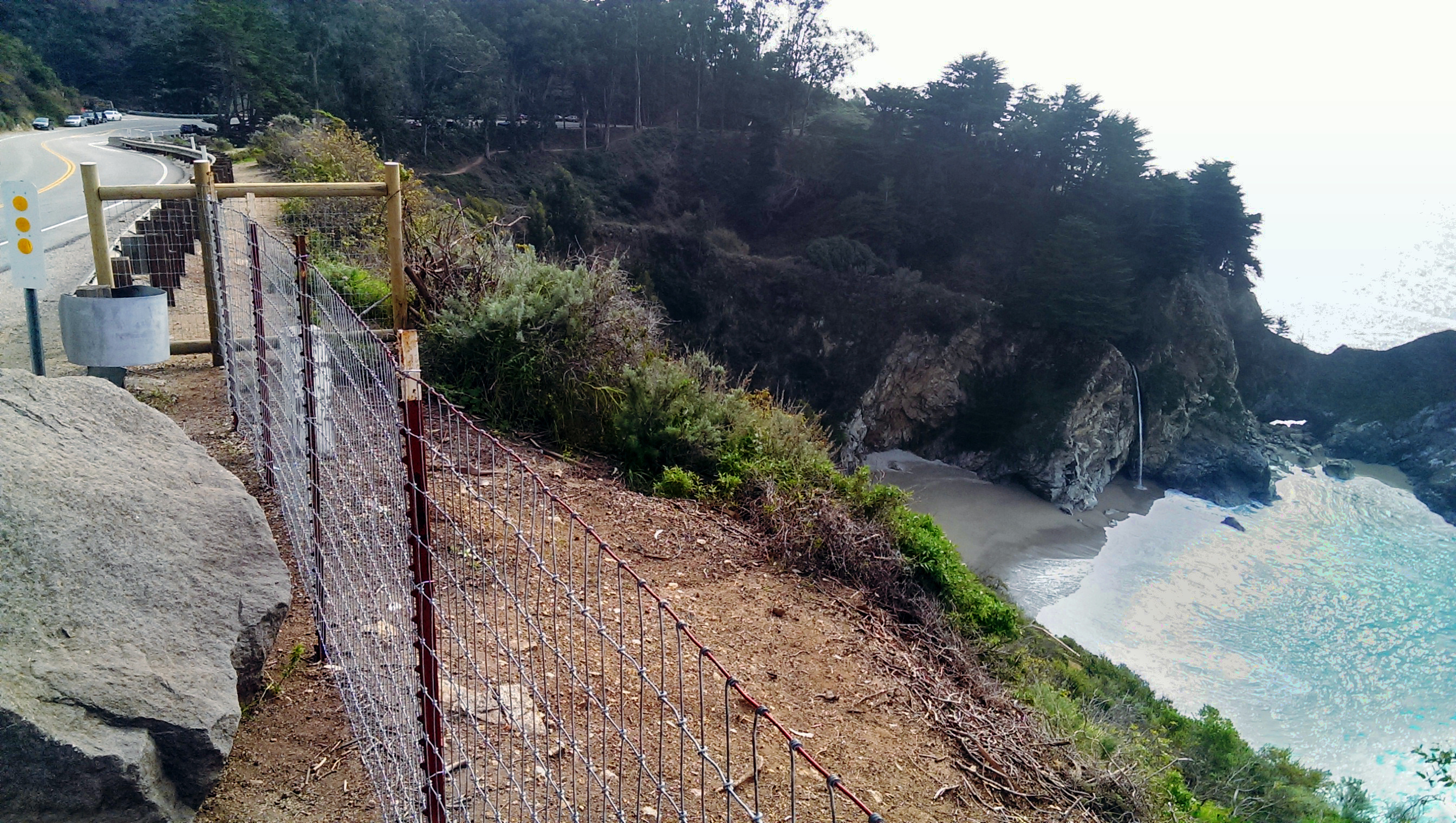
Chutes, depuis l'autoroute (Highway 1)
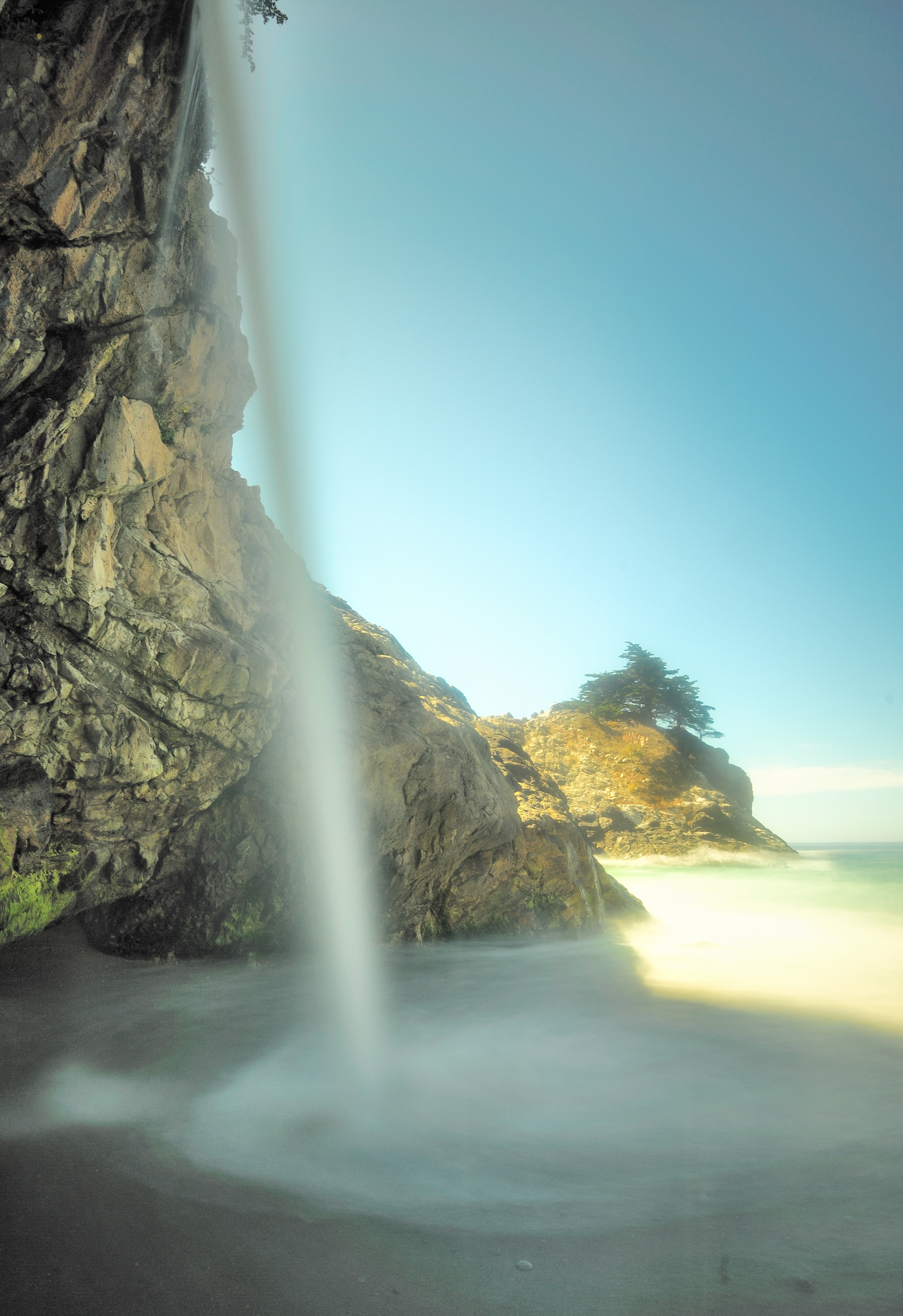
Les chutes, exposition longue (2011)
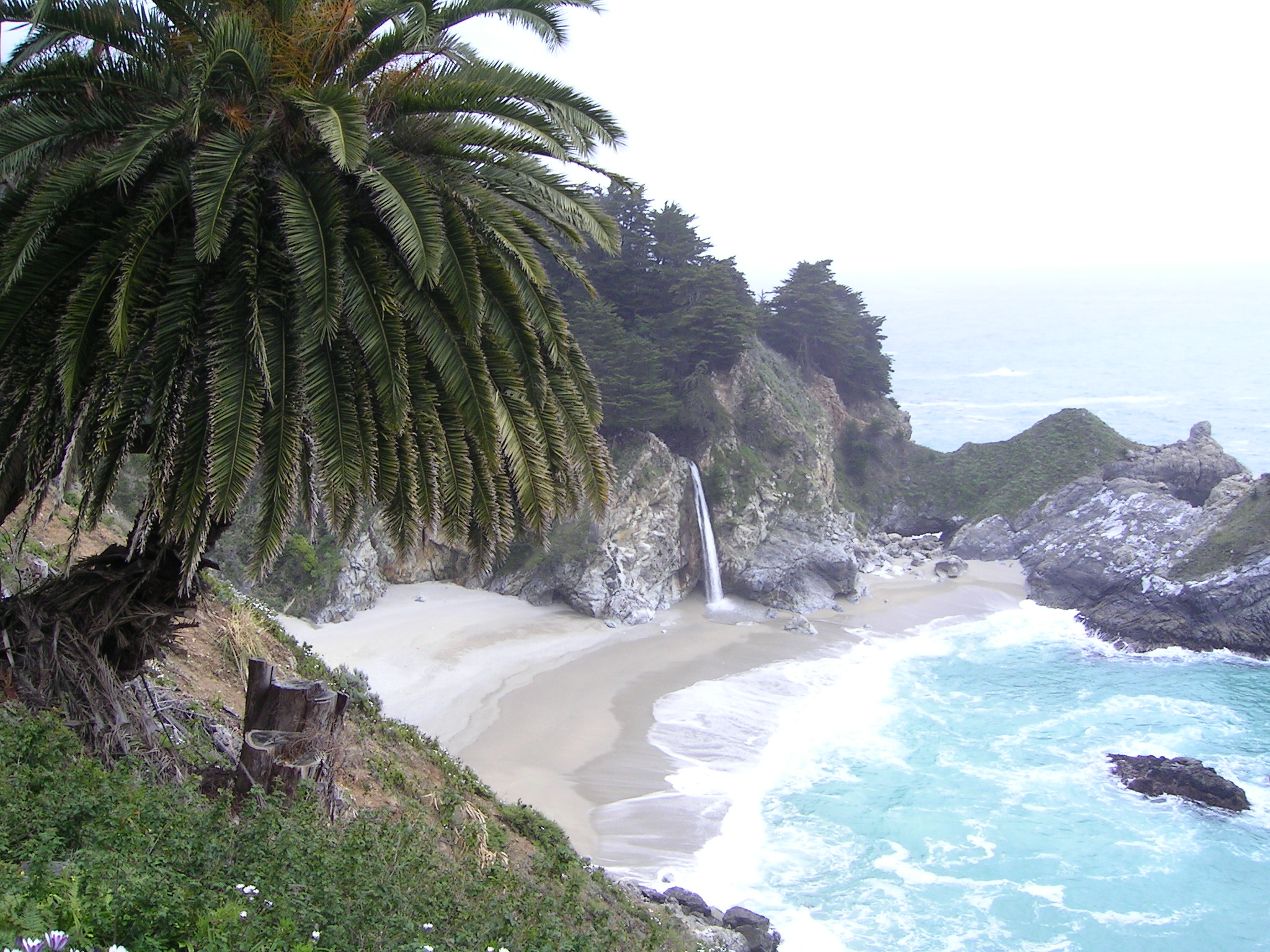
Les chutes en 2006
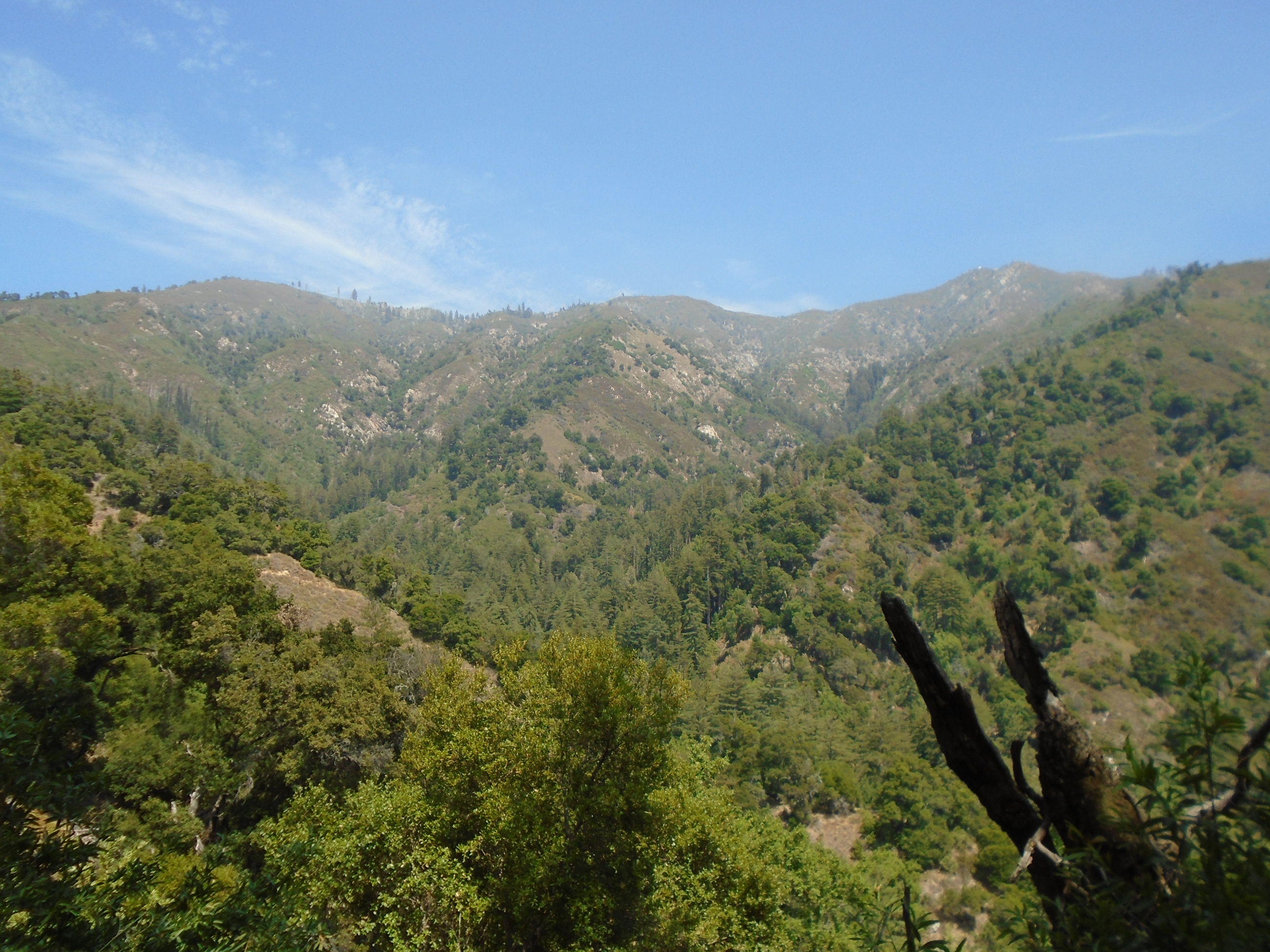
Intérieur du parc d'état: Mont Anderson (Anderson Peak), Chaîne Santa Lucia
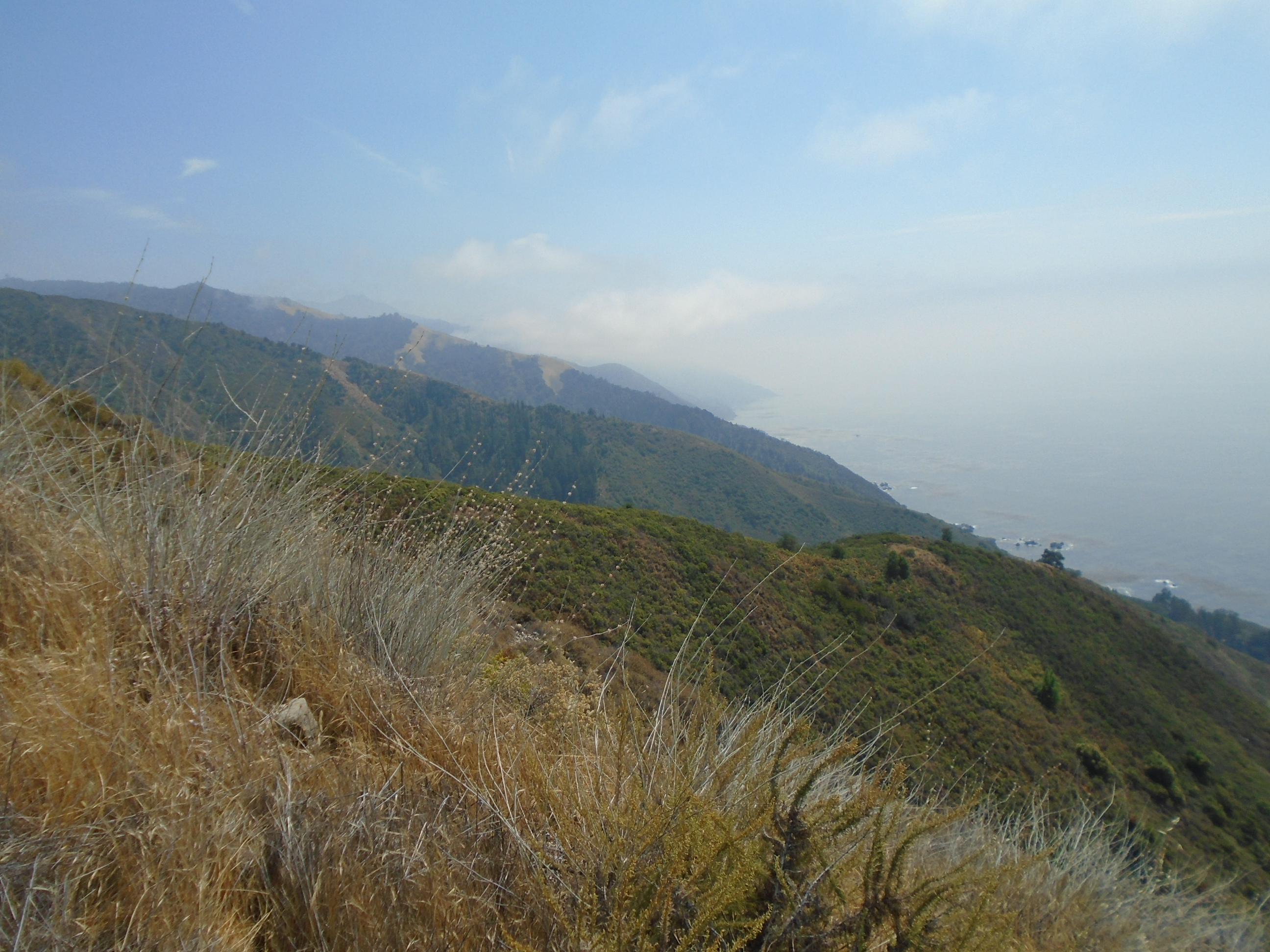
Paysage de la chaîne des monts Sainte Lucie (Santa Lucia Range), depuis Ewoldsen, Parc d'état Pfeiffer Big Sur

## Pages externes
- Ressources relatives à la géographie :   - Geographic Names Information System
  - World Database on Protected Areas
- Position de la chute McWay sur Qwant Maps